# Пещера на Пан (Тасос)
Пещерата на Пан е археологически обект, находящ се на югозапад от руините на Храма на Атина на територията на Акропола на северноегейския остров Тасос. Пещерата се намира в непосредствена близсот до входа на естествена пещера и е част от скално светилище на връх, което е усвоено архитектурно и реинтерпретирано след елинската колонизация на острова в древността.

## Описание и особености
В една от високите грундови скали на склона при Тасоския акропол е издълбана неголяма засводена ниша, чиято задна част постепенно се скосява към основата. Около контура на нишата е оформен жлеб, а входът ѝ е ориентиран на изток-югоизток. Над засводената ниша е оформена втора малка правоъгълна ниша, която е имала подвижен капак, което личи от запазените в скалата места за прикрепването му. На задната стена на нишата е съхранен фриз с изображение на свирещ на сиринкс Пан и няколко нимфи. Заради изображението, което е датирано от IV в. пр. Хр., нишата е наричана „Пещерата на Пан“.
Издълбаната в скалата ниша е разглеждана от стилистична гледна точка като опит за имитация на пещерата на Атинския акропол. В едно от последните научни изследвания по темата Сара Оуен, базирайки се на археологическите находки на острова свързва обекта с тракийската древност на острова и специално с мегалитните скални гробници в европейска Тракия. Тя определя паметника като гробница, която е реинтерпретация на традиционните мито-ритуални практики и топоси от елинските колонизатори на острова. Пещерата на Пан е част от древнотракийско скално светилище, от което все още личат скално-изсечени елементи - басейнчета, купички, стълби и площадки, които не са изравнени и включени в по-късните градежи на острова. Някои от тези скални олтари понастоящем местното население нарича стъпки на коня на Александър Македонски. Свързването на скално изсечените улеи и стъпки със светци и митични герои е добре позната практика в балканския фолклор, изключение не прави и този обект.
Пещерата на Пан е от типа засводени скално изсечени ниши, които са огрявани от първите слънчеви лъчи при изгрев слънце. Досегашните археоастрономически изследвания на този тип паметници е европейска Тракия покачзват, че древните са издълбавали нишите, така че в един от дните на слънцестоенетата или равноденствията светлината да ги огрява напълно. Хипотезатa, че това са места, на които е измервано времето и са част от системата на древните за съхраняване на астрономическите знания е многократно потвърждавана.
Обектът е разположен на най-важното място в йерархизираното свещено пространство на скалното светилище на акропола на Тасос, където по-късно е изграден и храмът на Атина. Според проф. Валерия Фол Пещерата на Пан отразява културните и религиозните взаимодействия между траките и новодошлите елински колонисти и е важен елемент в северноегейската интерактивна зона, която се простира по линията Самотраки - Тасос - Пангей с направление на север/североизток към устието на Хеброс от II хил. пр. Хр. насетне.
Скално-изсечената Пещера на Пан като план не отговаря на регистрираните дотогава над 40 т. нар. скални гробници, нито на седемте от тях, които са с отвор на покрива и които според интерпретацията на Валерия Фол са места за мистериално посвещение в космогонично знание – изразяващо се в сливането на утробния пещерен мрак със слънчевата светлина, доктринално персонифицирани като Великата богиня майка и нейния син Слънце. От този свещен брак с устаната орфическа вяра се ражда доктриналния цар-жрец, митологически персонифициран от древните гърци като Орфей. Тази вяра-обредност, наричана устен орфизъм е оформена през Микенския период на голямо пространство в Средиземноморието на базата на вярата във Великата богиня майка с египетско влияние и през остров Крит се разпространява Беотия, Тесалия, Източна Македония и Тракия. Динамизираните контакти след великата гръцка колонизация между траки и елини дават нов живот на тези древни вярвания. Едно от местата, за които има оскъдни писмени сведения, където се наблюдава това явление е остров Тасос.
Запазеният фрагмент от Архилох за обредността на Тасос описва карнавален обред на острова, в който участва шествие на колонистите, водени от мъж с авлос и лира и траки. По време на обреда траките даряват колонистите със злато – като символичен знак за заселването им на острова. В светлината на устната орфическа вяра сведението за връчване на злато във формата на свещен обреден предмет е изтълкувано като „доктринално назоваване на вяра в безсмъртност“ и „жест на приобщаване към нея“.